# 黒崎町
黒崎町（くろさきまち）は、福岡県遠賀郡にあった町。現在の北九州市八幡西区の北東端および八幡東区の北西端、鹿児島本線・黒崎駅の周辺にあたる。

## 地理
- 海洋 ： 洞海湾
- 山岳 ： 河頭山、花尾山、帆柱山

## 歴史
- 1889年（明治22年）4月1日 - 町村制の施行により、鳴水村・熊手村・藤田村・前田村の区域をもって黒崎村が発足。
- 1897年（明治28年）4月27日 - 黒崎村が町制施行して黒崎町となる。
- 1926年（大正15年）11月2日 - 八幡市に編入。同日黒崎町廃止。

## 交通

### 鉄道路線
- 鉄道院
  - 鹿児島本線
    - 黒崎駅

現在は旧町域に筑豊電気鉄道線の黒崎駅前駅・西黒崎駅・熊西駅が所在するが、当時は未開業。

### 道路
- 国道2号（長崎街道、現・国道3号）